# Девятая пятилетка
Девятая пятилетка (1971—1975) — девятый пятилетний план развития народного хозяйства СССР.

## История
План разрабатывался, исходя из Директив XXIV съезда КПСС (1971) — доклад А. Н. Косыгина «Директивы XXIV съезда КПСС по пятилетнему плану развития народного хозяйства СССР на 1971—1975 гг.». Основной задачей девятой пятилетки было повышение материального и культурного уровня советских людей, усовершенствование размещения производительных сил страны, управления и планирования на основе высоких темпов развития социалистического производства, повышения его эффективности, научно-технического прогресса и роста производительности труда.

## Экономические показатели

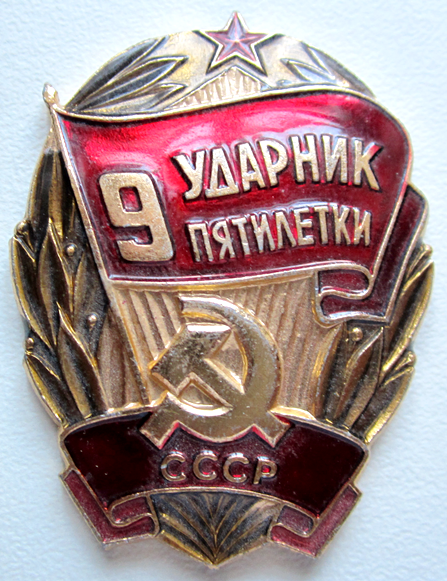
Знак «Ударник 9 пятилетки»

За пятилетие национальный доход вырос на 28 %, объем валовой продукции промышленности — на 43 %, сельского хозяйства — на 13 %. В девятой пятилетке было построено около 1700
новых промышленных предприятий, капитальные вложения превысили 339,8 млрд руб.
С освоением нефтяных, газовых месторождений Западной Сибири интенсивно строились предприятия нефтехимии и нефтепереработки, были проложены 22,6 тысяч км магистральных нефтепроводов и нефтепродуктопроводов, 33,7 тысяч км магистральных газопроводов и отводов от них.
В марте 1974 года генеральный секретарь ЦК КПСС Л. И. Брежнев назвал «важнейшей стройкой девятой пятилетки» Байкало-Амурскую магистраль, объявленную в апреле 1974 года Всесоюзной ударной комсомольской стройкой.
Для поощрения отличившихся трудящихся СССР, Постановлением Президиума ВЦСПС от 27 февраля 1974 года «Об утверждении образца единого общесоюзного знака „Ударник девятой пятилетки“» был учреждён знак «Ударник 9 пятилетки». (Этот знак СССР входит в перечень ведомственных знаков отличия в труде, дающих право на присвоение звания «Ветеран труда»).
В годы девятой пятилетки вступили в строй крупные производственные и генерирующие предприятия:
- Оренбургский газоперерабатывающий завод;
- Четыре энергоблока Ириклинской ГРЭС;
- Капчагайская ГЭС и Ермаковская ГРЭС.
- Сургутская ГРЭС  на попутном нефтяном газе (пуск первого энергоблока состоялся в феврале 1972 года).

### Освоениетюменской нефти
К 1970 году на территории Тюменской области было открыто более 80 нефтяных, газовых и нефтегазовых месторождений, в том числе крупнейших в мире. По нефти это Самотлорское, Фёдоровское, Мамонтовское месторождения, по природному газу — Уренгойское, Медвежье, Заполярное.
Добыча тюменской нефти выросла в 4,5 раза: с 28 млн тонн в 1970 году до более 141 млн тонн в 1975 году.
Из Западной Сибири на запад в Девятой пятилетке начали строиться магистральные газопроводы, крупнейшим из которых стал «Уренгой — Помары — Ужгород».
Началось проектирование Нижневартовской ГРЭС, принято решение о строительстве и начата разметка площадки Тобольского нефтехимического комбината для глубокой комплексной переработки углеводородного сырья.